# Rosca punho
A rosca punho é um exercício de treinamento com pesos para o desenvolvimento apenas dos músculos flexores do punho do antebraço. Portanto, é um exercício isolado. Para melhor trabalho da região, esse exercício deve ser feito em combinação com a "rosca punho invertida" (também chamada extensão do punho) para garantir o desenvolvimento igual dos músculos flexores e extensores do punho.
A rosca punho pode ser realizada com um halter ou com as duas mãos segurando uma barra. Para executar uma flexão de punho sentado, o executante deve estar sentado em um banco com os joelhos flexionados e os antebraços apoiados na coxa, ou com os antebraços em um banco e as mãos penduradas na borda. A palma da mão deve estar voltada para cima e a mão deve estar livre para se mover completamente para cima e para baixo. No ponto de partida, o punho deve ser dobrado para trás, para que os dedos estejam quase apontando para o chão. Em movimento constante, o executante deve subir o peso usando os músculos do antebraço para elevar a mão o máximo possível. O antebraço em si deve permanecer apoiado na coxa. Em seguida, o peso deve ser abaixado lentamente de volta ao ponto inicial.
Para executar uma flexão de punho em pé, uma barra pode ser segurada nas duas mãos com as palmas voltadas para trás. A barra deve estar atrás do executante. O mesmo movimento deve ser realizado como na rosca punho sentado. A amplitude de movimento será menor, mas a rosca punho em pé oferece o benefício de fornecer o máximo de estresse aos músculos alvo na sua contração máxima.